# Cratere Peridot
Peridot è un cratere sulla superficie di 2867 Šteins.